# Noura Al Kaabi

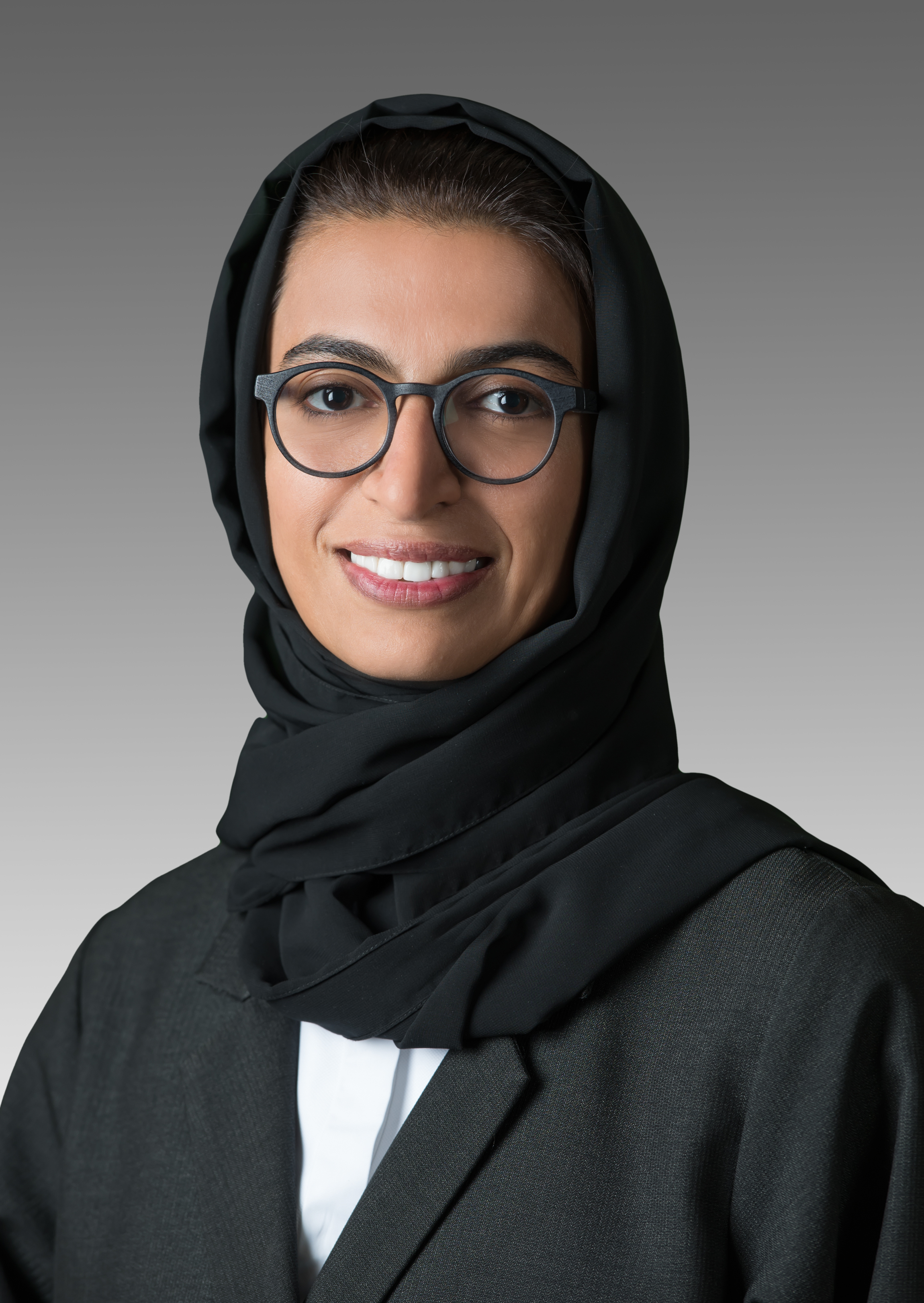
Foto, 2016

Noura bint Mohammed Al Kaabi (en árabe: نورة بنت محمد الكعبي, Abu Dabi, 1979) es una empresaria y política emiratí que ocupa el cargo de ministra de Cultura y Juventud desde julio de 2020. Es miembro del Consejo Nacional de Medios de Comunicación. Anteriormente ocupó el de ministra de Cultura y Desarrollo de Conocimiento y el de ministra de Estado de Asuntos del Consejo Nacional Federal.
Estudió secundaria en Abu Dabi y Pensilvania, se graduó en sistemas de información gerencial en la Universidad de los Emiratos Árabes Unidos en 2001 completando sus estudios en la London Business School in 2011.